# スクリーモ
スクリーモ (Screamo) とは、1990年代前半にエモ、ハードコアから発展したロック・ジャンルに属する音楽である。代表的なバンドにはオーキッドなどがいる。

## 歴史
音楽サイトはスクリーモをハードコアとエモの架け橋と考え、ABrooklynVeganのアンドリュー・サッチャーは、このジャンルは混とんの上に成り立っていると述べている。スクリーモと呼ばれるジャンルが成立した時期は、1990年代前半ごろである。西海岸のカリフォルニア州サンディエゴのアングラ・インディー・レーベルであるグラヴィティ・レコードはこのジャンルのバンドのアルバムを多くリリースし、代表的なエモ・バンドにはヘロインなどがいた。
1990年代のサンディエゴのスクリーモのバンドは、暗黙の内に自分たちを政治的なものと認識し、サンディエゴの右派政治家ロジャー・ヘッジコックのような人物に対するアンチ的な態度を示した。 そして、同時代的にカリフォルニア州のある西海岸とは反対側にある東海岸では、ニュージャージー州やニューヨーク州においてTroubleman Unlimited Recordsに所属していたブラック・ダイス、ブランク・ドッグズなどのバンドたちが西海岸のバンドと類似したエモ・サウンドを奏でていた。
シリウスXMのクイン・ヴィラリアルは、このジャンルについて「歌と叫び声があれば、君のお婆さんや、学校のいじめっ子も、その音楽をスクリーモと呼んだだろう」と語っている。カリフォルニア州やニュージャージー州、ニューヨーク州のアンダーグラウンドなシーンで政治的、社会的思想を掲げていた、ハードコアの元々の姿勢で活動していた、スクリーモ・バンドたちは1990年代中期になると多くのバンドが解散をしていく中で、Yaphet Kotto,ニール・ペリー、ホット・クロス、Ampere、Off Minorなどが活動した。
1990年代前半に誕生したスクリーモは、21世紀に入ると、今までの混沌としたサウンドに終始絶叫ヴォーカルが絡んでくるスタイルがスクリーモであったのに対し、ポスト・ハードコア的なスタイルのバンドたちに使われるようになってきた。スクリーモという名前がポスト・ハードコア的なバンドに使用されるようになったのは、2001年から2003年の時期である。この時期には、スクリーモ・バンドのプロトタイプとなるバンドが挙って作品をリリースし、ギター・ワールドではパンクやメタルの要素をわずかに残した過激なサウンドをスクリーモという造語で呼ぶようになっていった。今までアンダーグラウンドなエモ音楽に使われていたスクリーモという用語は、スクリーム"Scream"（叫び）とエモーショナル"Emotional"（感情）を掛け合わせたスタイルの音楽に一般的に使われるようになった。エモやスクリーモを、アンダーグラウンドな音楽として見る硬派なファンは、商業主義的な姿勢をとるバンドを嫌う傾向がある。また、Drop Dead Clothingなど、いくつかのファッション・ブランドも産まれたが、特にファッションイメージが先行するようなものはエモ、スクリーモ好きからは避けられる傾向がある。
スクリームを曲から外し、脱スクリーモ化を目指すバンドが増えているが、アレサナ（Alesana）、アンダーオース (Underoath) 、サーズデイなどのバンドはスクリーモに独自のアレンジを加え、ポール・コーラーらのシルバースタインは世界でのアルバム販売数がミリオンセラーとなっている。スクリーモの本場アメリカでは、新しいスクリーモは、「ポスト・ハードコア」や「メタルコア」に分類されることも多い。アンダーオースやセイオシン、ザ・レッド・ジャンプスーツ・アパラタス等が人気を博しており、特にThe Red jumpsuit Apparatusのファーストアルバム『Don't You Fake It』は全米で100万枚以上を売り上げるヒット作となった。ラクシオン、エモナインらのバンドも、スクリーモ・ファンの間で人気である。

## サブジャンル
スクリーモは、時代の移り変わりとともに進化と多様化を示し、サウンドは年代によって変わってきている。また、（エレクトロ／ポストハードコア）と呼ばれる、生演奏のキーボード単体では無く、打ち込みやシンセ、エレクトロ・サウンド、オートチューン、ボコーダー等を取り入れたバンドが増えたのも後期スクリーモの特徴である。
- エモバイオレンスは、よりグライドコアに近い音楽スタイルで、オーキッドやリバーサル・オブ・マンなどのバンドが代表格である。[12][13]

- ポスト・スクリーモ

ポスト・スクリーモのバンドとしては、ピアノズ・ビカム・ティースや、Respireなどがいる。
- リアル・スクリーモ

1990年代前半にエモ、ハードコア・パンクから発展したスクリーモは、終始ヴォーカルが絶叫し、サウンドも日本で言うところのカオティック・ハードコアバンドのような混沌としたサウンドを奏でる。スクリーモの本場アメリカでは、1990年代前半のスクリーモを本物のスクリーモと捉え、リアル・スクリーモ (Real Screamo) と呼ぶケースも見られる。

## 主なバンド一覧
- アイズ・セット・トゥ・キル
- アウトライン・イン・カラー
- ア・スカイリット・ドライヴ
- アスキング・アレクサンドリア
- アトレイユ
- アレサナ
- アンダーオース
- ヴェイン
- エスケイプ・ザ・フェイト
- エマロサ
- オースブレイカー
- オブ・マイス・アンド・メン
- クローズ・トゥ・ホーム
- ケイジナイン
- ゲット・スケアード
- コンフォート・フォー・チェンジ
- サーズデイ
- シルヴァースタイン
- スィ・ラ・リュンヌ
- スケアリー・キッズ・スケアリング・キッズ
- ストーリー・オブ・ザ・イヤー
- スリーピング・ウィズ・サイレンス
- セイオシン
- センシズ・フェイル
- テイクン
- ディス・デイ・フォワード
- ファミリー・フォース・ファイブ
- フォーリング・イン・リヴァース
- フューネラル・フォー・ア・フレンド
- ブラック・ベイル・ブライズ
- ザ・ブラックアウト
- ブリーズ・キャロライナ
- ブレスザフォール
- ブレット・フォー・マイ・ヴァレンタイン
- ブロードウェイ
- フロム・ファースト・トゥ・ラスト
- ホーソーン・ハイツ
- ホープス・ダイ・ラスト
- ホープスフォール
- マイ・ケミカル・ロマンス
- メンフィス・メイ・ファイヤー
- ザ・ユーズド
- ラ・クイエテ
- ザ・レッド・ジャンプスーツ・アパラタス